# Cijatovke
Cijatovke (lat. Cyatheaceae), porodica papratnjača u redu Cyatheales. Sastoji se od 4 roda. Ime porodice i reda dolazi od roda Cyathea.

## Opis
Cyatheaceae uključuje 4-6 postojećih rodova i više od 650 vrsta paprati u 5 glavnih kladusa (Conant i Stein, 2001.). Porodica datira barem iz jure i uključuje oblike u kojima je vaskularni sustav diktiostela s medularnim snopovima. Od vrha se proteže masivna kruna perasto složenih listova, neki dugi i do 5 m. U nekim taksonima, sporangiji se nalaze u niskom induziju u obliku šalice; u drugima je induzij odsutan.
Stabljike su uspravne i uglavnom poput debla (do 25 metara, [82 stope]) ili rjeđe puzeće ili raširene do kratko uzdižuće, ljuskave pri vrhu (ponekad i dlakave) i obično s omotačem od korijenja; listovi uglavnom veliki (do 5 metara; oko 16 stopa), ali kod nekoliko vrsta samo 10-40 cm (oko 4-16 inča), 1 do 4 puta perasto složeni (rijetko cijeli), segmenti ponekad duboko režnjeviti, ljuskavi, barem na peteljkama, ponekad i dlakav ili bodljikavi; sorusi na različitim položajima na donjoj površini lista, sporangiji na obično kratkom spremniku, induzij odsutan ili varira od duboko 2-režnjevitog do oblika tanjura, šalice ili kuglast, annulus (luk ili prsten specijaliziranih stanica na sporangiju) je blago do umjereno kos, spore različito ukrašene na površini, često s ekvatorijalnim rubom ili pojasom; 3 roda drvenastih paprati (Alsophila, Cyathea i Sphaeropteris) s više od 600 modernih vrsta, široko rasprostranjenih u tropskim regijama.

## Rodovi
1. Alsophila R. Br. (251 spp.)
2. Cyathea Sm. (303 spp.)
3. Gymnosphaera Blume  (40 spp.)
4. Sphaeropteris Bernh. (107 spp.)